# The Jags
The Jags foi uma banda de pop rock/power pop da new wave inglesa. Segundo Chris Woodstra (no Allmusic), o The Jags assinou contrato com a Island Records em 1978 e lançou um EP 12" promissor com quatro músicas (em 1979, segundo o Discogs), contendo seu maior sucesso: "Back of My Hand". A música atingiu a posição #17 e também foi lançada em single 7", de acordo com o site 45cat. Outra música, "Woman’s World", atingiu a posição #75 nas paradas do Reino Unido em 1980.

## História

### 1978: Início
A página Magnet Magazine (texto por Timothy Gassen) comenta que o The Jags começou em 1978, quando Nick Watkinson (vocal e guitarra) e Neil Whittaker (bateria) foram ao País de Gales para ensaiar com John Alder (guitarra / vocal) e Steve Prudence (baixo). Watkinson e Alder eram os compositores da banda, que se muda para Londres e começa a fazer shows em pubs e universidades.

### 1979: Island Records, saída de Whittaker,The Jags: 4 - Track 12" E.P.
Atraem atenção de Chris Blackwell, fundador da Island Records, que os contrata. Em abril de 1979, o baterista Neil Whittaker é substituído por Alex Baird após desentendimento durante um show. Comparações com o som de Elvis Costello, injustas e frequentes, começam a aparecer na imprensa inglesa. De acordo com Gassen, "em 1979 Costello fora ungido pela imprensa musical do Reino Unido como um salvador pop, com todos os outros sendo vistos como indignos de sequer tentar seu estilo singular. Os Jags eram alvos fáceis".
As primeiras gravações do The Jags foram nos Olympic Studios e contaram com os produtores John Astley, Phil Chapman e Simon Humphrey. Estas sessões iniciais se tornaram o disco de estreia da banda: um EP 12" lançado em julho de 1979, contendo "Back of My Hand", "Double Vision", "Single Vision" e "What Can I Do?". A Island apostou em "Back of My Hand" como seu sucesso inicial, lançando três versões da música. A versão contida no EP foi lançada em single 7" um mês antes do EP e com capa similar (contendo "Double Vision" no Lado B), segundo o 45cat; a segunda versão está no álbum inglês da banda, Evening Standards (1980) - produzido por Simon Humphrey -, e a terceira versão, remixada por Trevor Horn e Geoff Downes, do The Buggles, seria a mais exitosa, sendo incluída na versão norte-americana de Evening Standards. Esta versão de "Back of My Hand" ficou nas paradas britânicas por 10 semanas, alcançando a posição #17 em outubro de 1979. Seria a mais alta posição nas paradas para a banda. Tocam no programa de TV Top of the Pops e fazem um videoclipe para a música "Party Games". Também tocam no The Old Grey Whistle Test as músicas "Tune Into Heaven" e "Evening Standards".

### 1980-1982:Evening Standards, saída de Prudence, turnê nos EUA,No Tie Like a Present, fim
Evening Standards é lançado em 1º de janeiro de 1980 (segundo o wax.fm). Em março, Steve Prudence deixa a banda pouco antes de começarem sua turnê pelos Estados Unidos. Logo após o retorno da banda à Inglaterra, se reúnem para a gravação do seu segundo álbum, No Tie Like a Present. Michael Cotton assumiu as funções de baixo, enquanto Paddy O'Toole é adicionado como tecladista. Vão para o Compass Point Studios, em Nassau (Bahamas), para gravar o novo material com a orientação de Alex Sadkin na produção.
Lançado em 1981, No Tie Like a Present foi recebido com indiferença pela crítica e público. Em 1982 The Jags havia terminado.

### 1999: Lançamento do CDThe Best of The Jags
Timothy Gassen cita, na página Magnet Magazine, o lançamento da coletânea em CD, The Best of The Jags, em 1999, pela Spectrum Music; sendo constituída pela reunião das músicas dos dois álbuns ingleses da banda (Evening Standards e No Tie Like a Present), sem conter as faixas extras de singles e do EP de estreia e sem conter a versão de "Back of My Hand" remixada pelo The Buggles.

### Coletâneas com músicas do The Jags
O Discogs coloca em sua página a visualização de 23 coletâneas, entre 1979 e 2011, contendo a música "Back of My Hand"; uma destas, a coletânea de power pop inglês DIY: Starry Eyes - UK Pop II (1978-79), foi lançada pela Rhino Records em 1993 nos Estados Unidos. As outras coletâneas contém as músicas "Double Vision", "Woman's World", "Party Games" e "Dumb Blonde".

## Discografia

### EPs
- 12": The Jags: 4 - Track 12" E.P. (1979) - Island Records

### Álbuns
- LP: Evening Standards (1980) - Island Records
- LP: No Tie Like a Present (1981) - Island Records

### Singles (UK)
- 7": "Back of My Hand" / "Double Vision" (1979) - Island Records
- 7": "Party Games" / "She's So Considerate" (1980) - Island Records
- 7": "Woman's World" / "Dumb Blonde" (1980) - Island Records
- 7": "I Never Was a Beach Boy" / "Tune Into Heaven" (1980) - Island Records
- 7": "The Sound of G-O-O-D-B-Y-E" / "The Hurt" (1981) - Island Records

### Singles (EUA)
- 7": "Back of My Hand (I've Got Your Number)" mono / "Back of My Hand (I've Got Your Number)" stereo (1980) - Island Records
- 7": "Back of My Hand (I've Got Your Number)" / "Single Vision / BWM" (1980) - Island Records
- 7": "Here Comes My Baby" mono / "Here Comes My Baby" stereo (1981) - Island Records
- 7": "Here Comes My Baby" / "Silver Birds" (1981) - Island Records

### Coletâneas
- CD: The Best of The Jags (1999) - Spectrum Music (UK)